# Уолл-стрит (линия Бродвея и Седьмой авеню, Ай-ар-ти)
|   |   |   |   |
| · | · | · | · |

|   |   |   |   |
| · | · | · | · |

«Уолл-стрит» (англ. Wall Street) — станция Нью-Йоркского метрополитена, расположенная на линии Бродвея и Седьмой авеню, Ай-ар-ти.  На станции останавливаются маршруты 2 (круглосуточно) и 3 (круглосуточно, кроме ночи). Она представлена островной платформой, обслуживающей два пути.
Станция была открыта 1 августа 1918 года, на участке линии — Brooklyn Branch, который идёт через Ист-Ривер в Бруклин. В 1950-х платформа была удлинена.

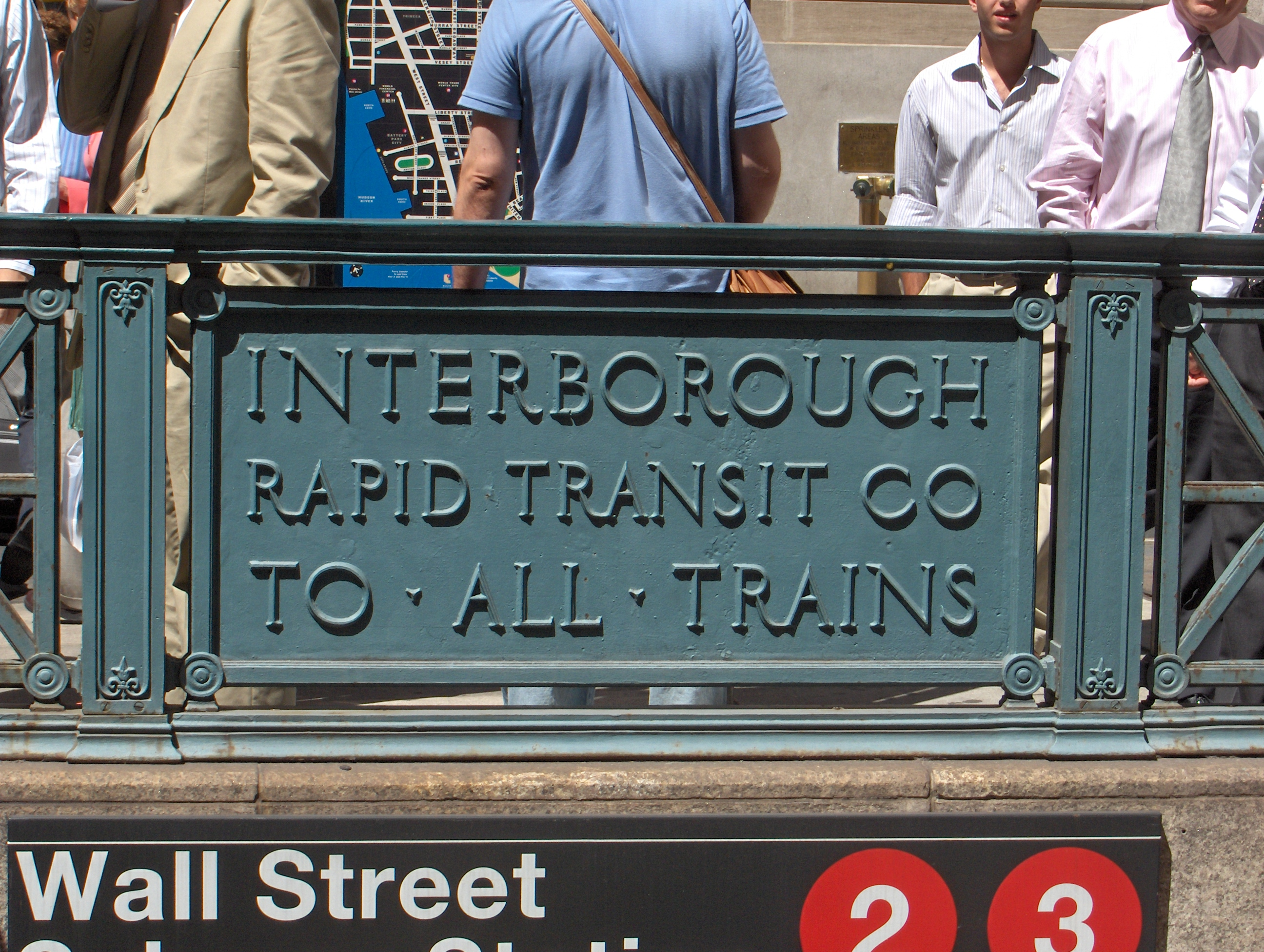
Старая аббревиатура IRT
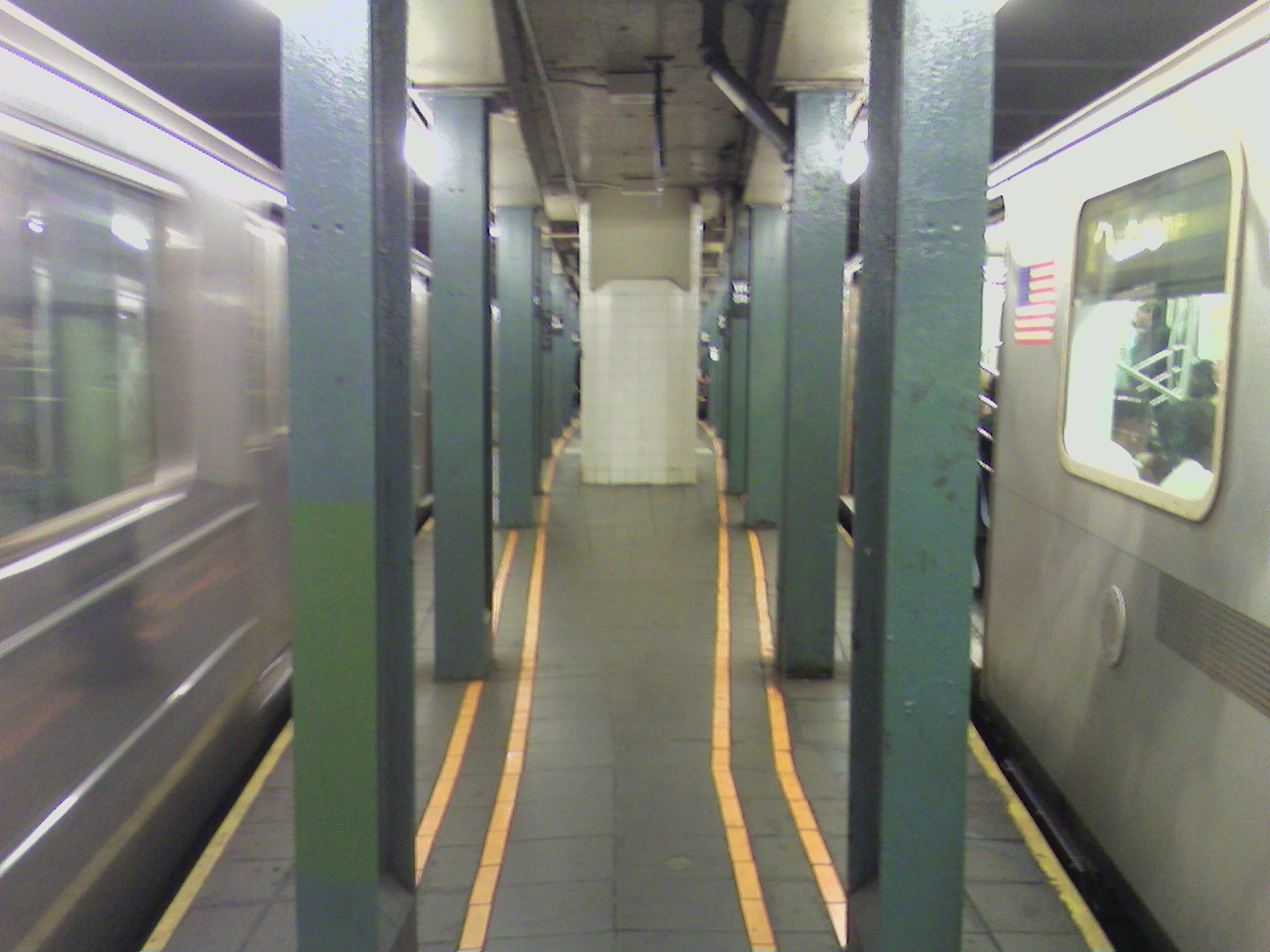
Платформа в крайне узком месте
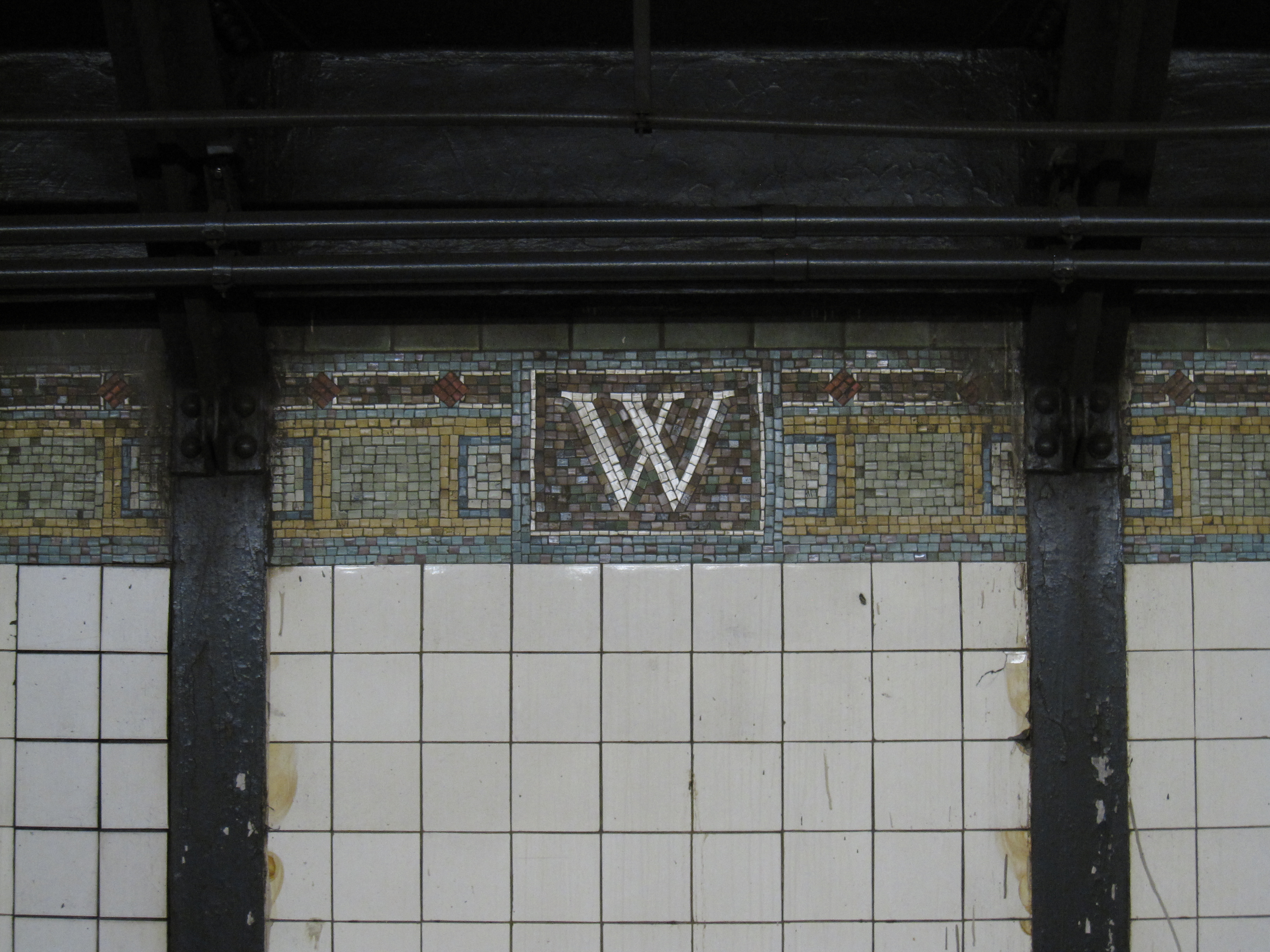
Мозаика с буквой "W"
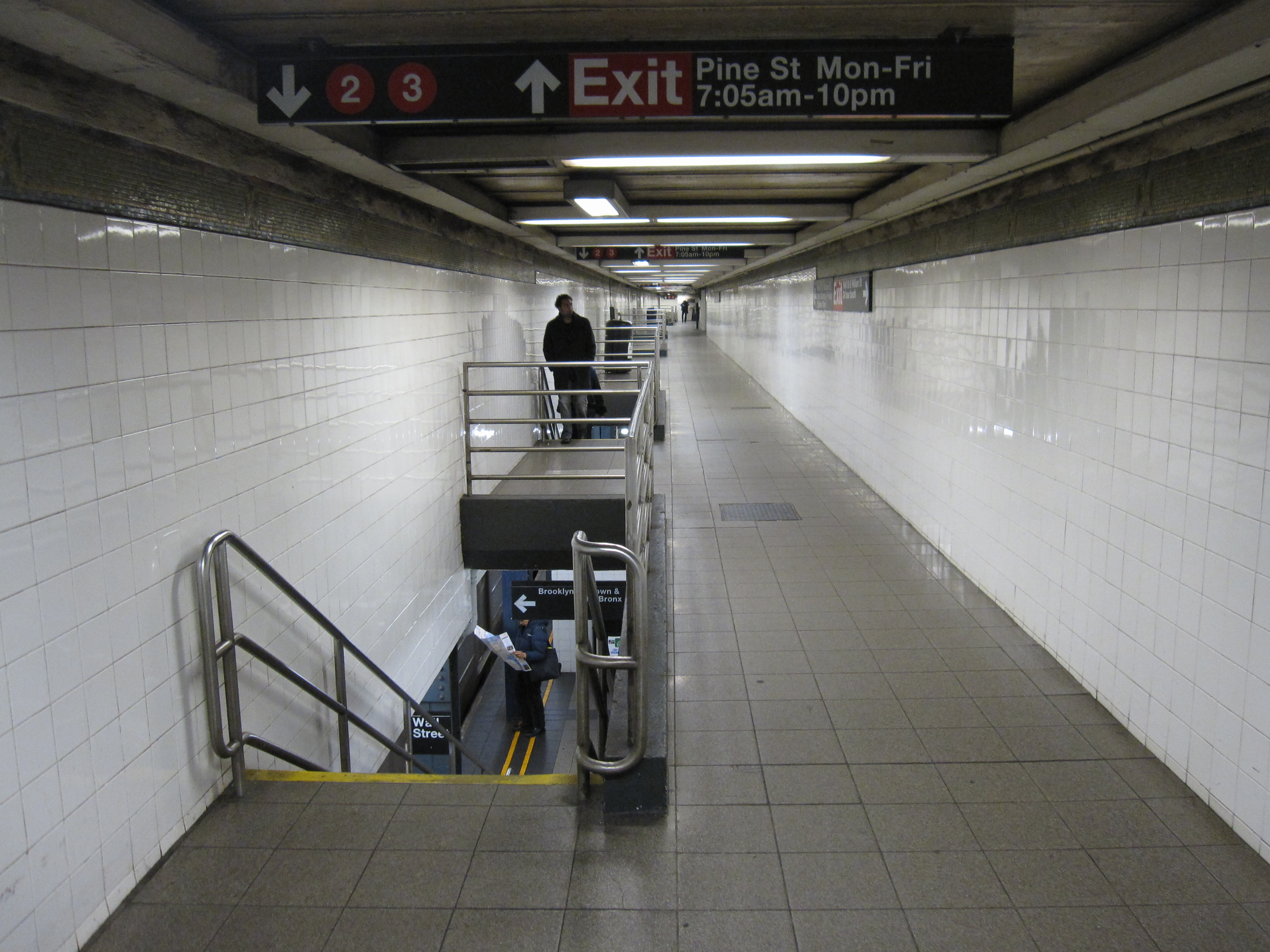
Мезонин
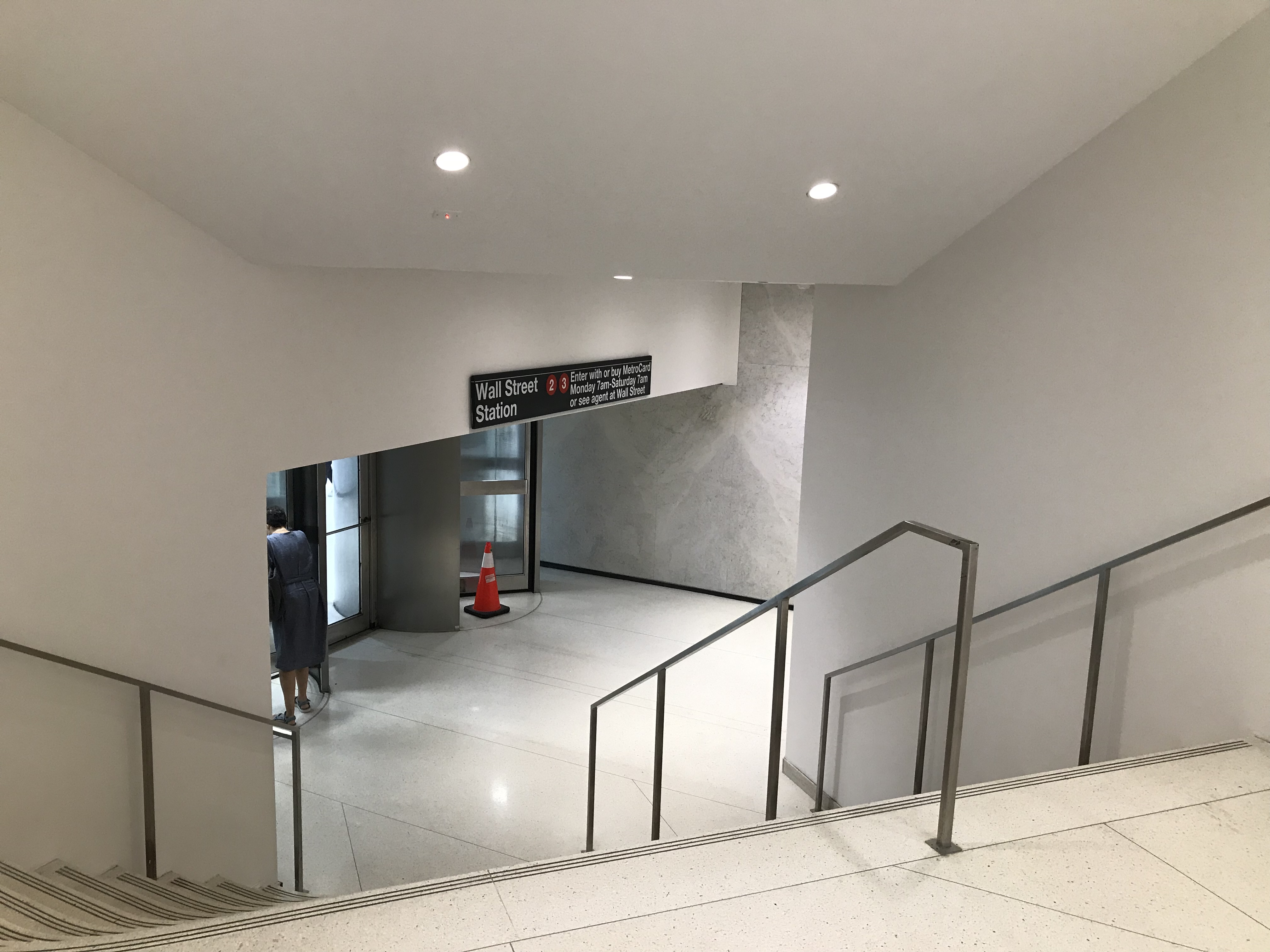
Вход в здании Уан-Чейз-Манхэттен-Плаза
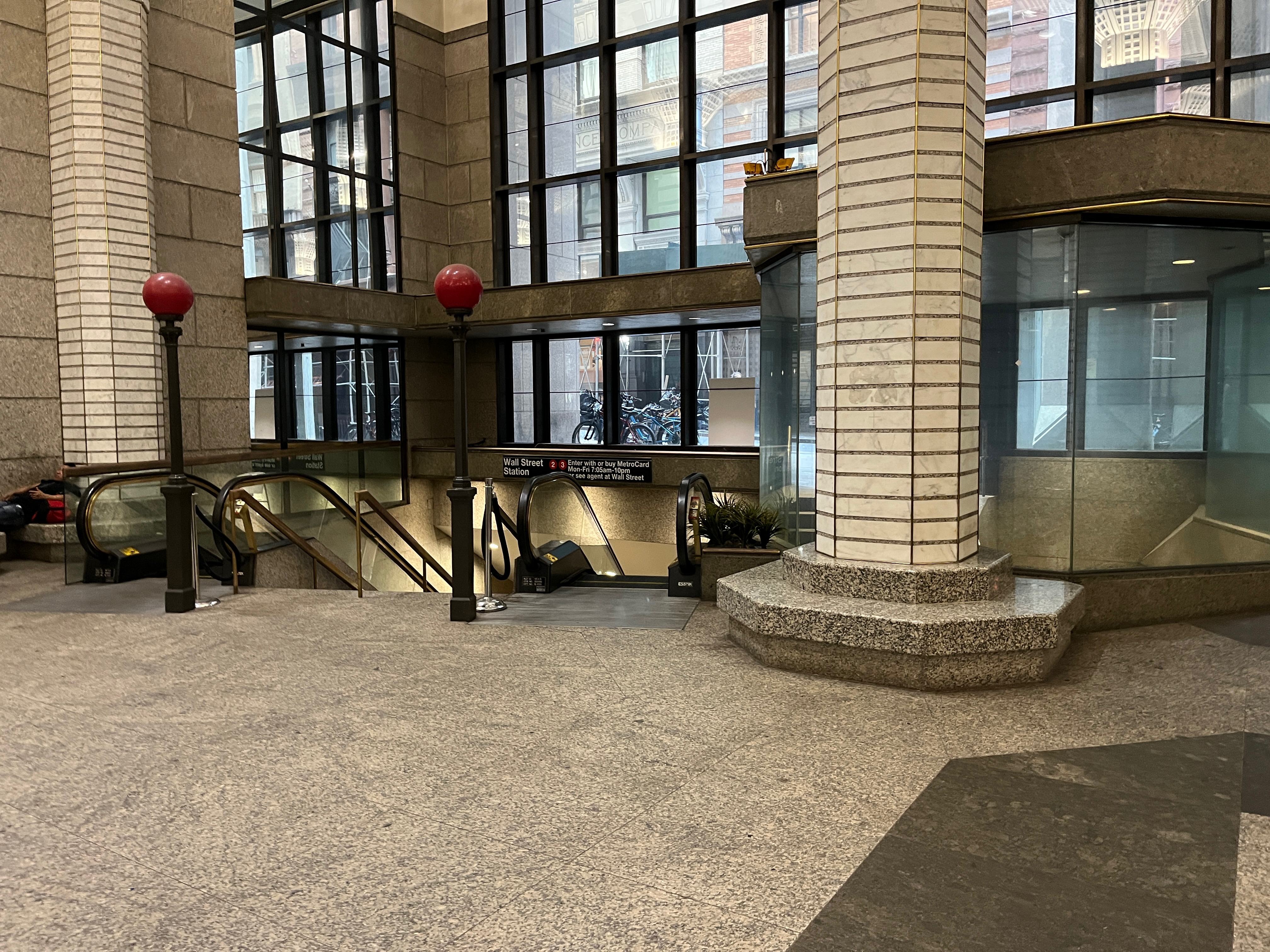
Вход на станцию через здание 60 Wall Street